# Saint-Romain-de-Roche
Saint-Romain-de-Roche era una comuna francesa que estaba situada en el departamento de Jura, de la región de Borgoña-Franco Condado, que en 1822 pasó a formar parte de la comuna de Pratz.

## Demografía
| Gráfica de evolución demográfica de Saint-Romain-de-Roche entre 1793 y 1821 |
|                                                                             |

Los datos demográficos contemplados en este gráfico se han cogido de la página francesa EHESS/Cassini.